# Carità

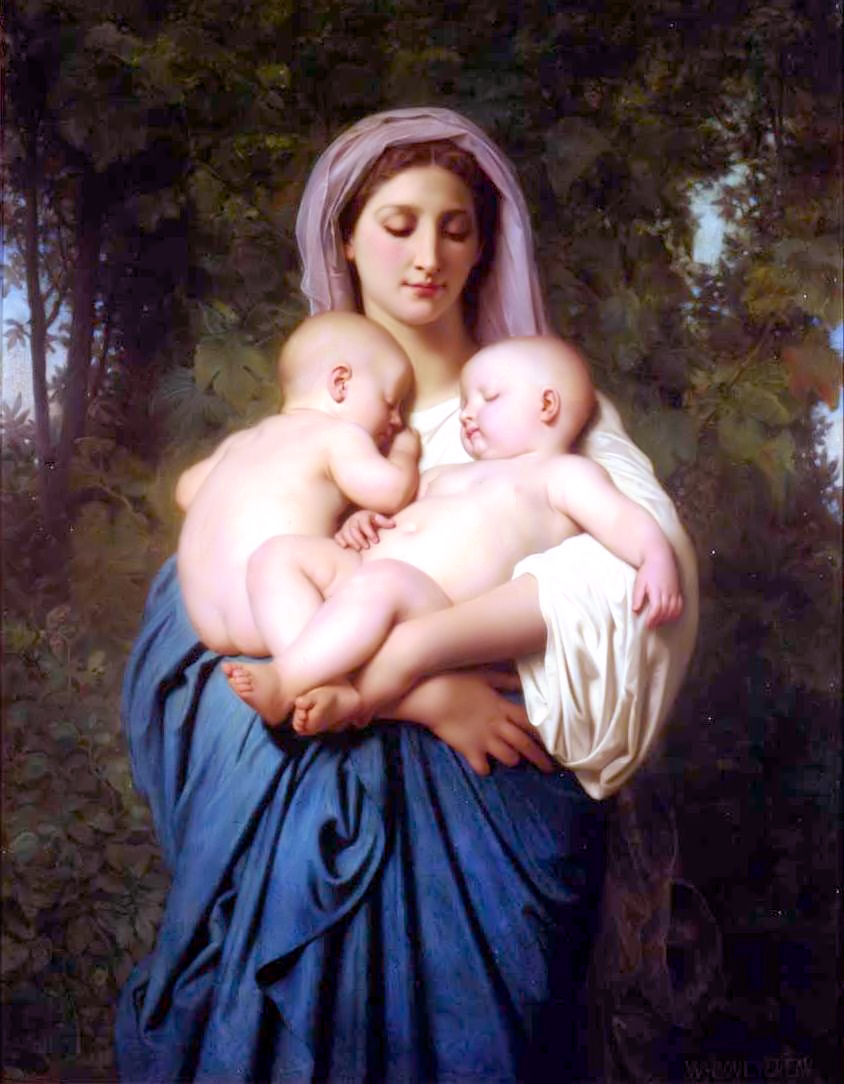
"La carità", di William-Adolphe Bouguereau.

Carità è un termine che indica un grande amore incondizionato, disinteressato e fraterno. Nella teologia cattolica è una delle tre virtù teologali, insieme a fede e speranza.

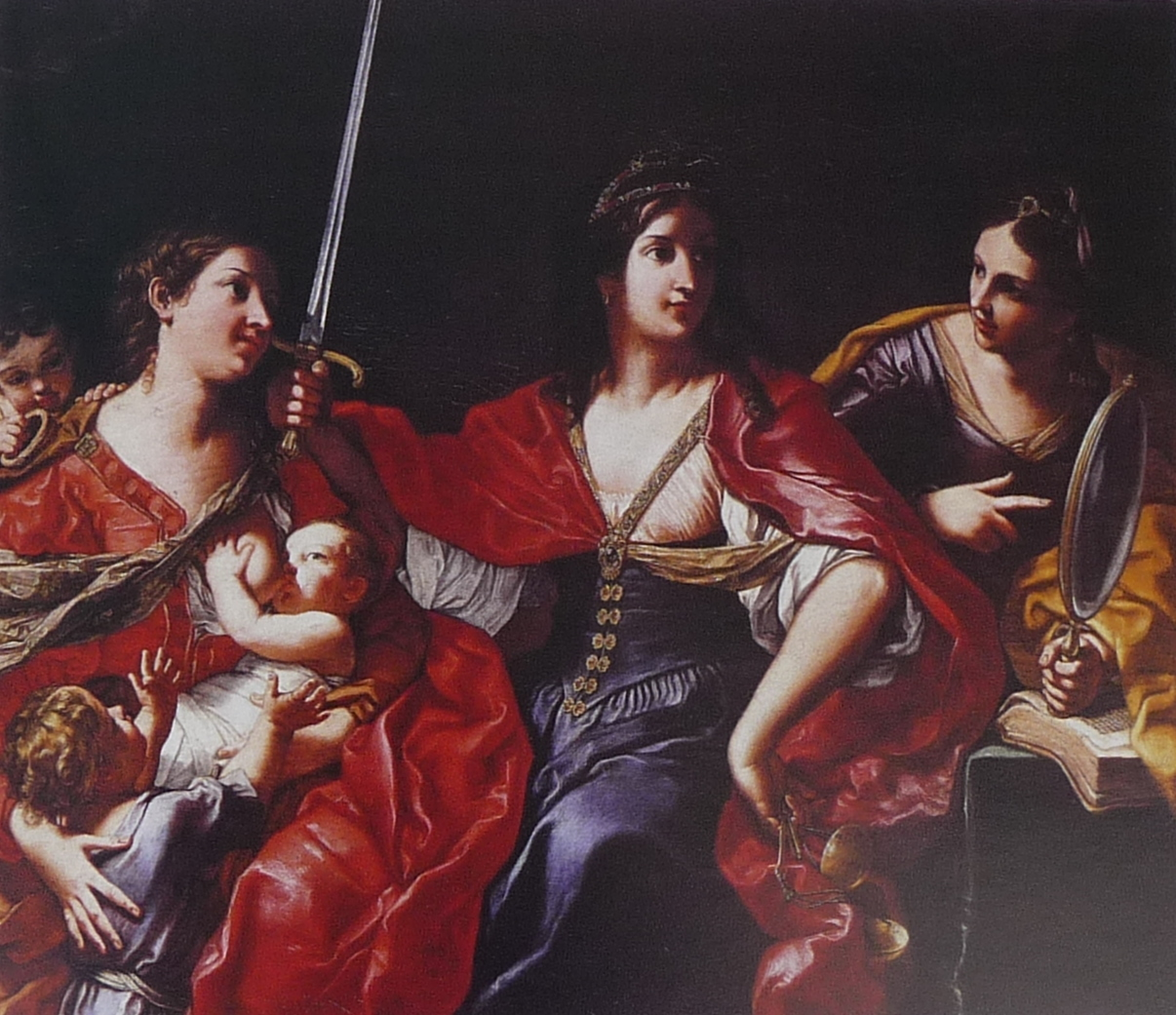
La Giustizia, la Carità e la Prudenza, dipinto di Elisabetta Sirani del 1664 (Comune di Vignola). La Carità è la prima "virtù" a sinistra, raffigurata con i tre bambini.

Lo stesso termine si utilizza anche in riferimento al dare l'elemosina (nell'espressione "fare la carità") e ad ogni forma di beneficenza o di volontariato.

## Etimologia
Il termine deriva dal latino caritas (benevolenza, affetto, sostantivo di carus, cioè caro, amato) con cui San Girolamo, nella Vulgata, traduce il greco ἀγάπη, agápē (come appare nel Nuovo Testamento Greco), cioè «grazia» oppure «cura».
La traduzione è operata ad imitazione del greco chàris, ma il sacerdote Carlo Strazza nell'Ottocento contrapponeva la derivazione di caritas dal latino "careo" e non dal greco χάρις.

## Significato religioso

### Nel cristianesimo
Nel cristianesimo, il termine "carità" rappresenta l'amore nei confronti di Dio e degli altri; si ritiene che essa realizzi la più alta perfezione dello spirito umano, in quanto al contempo rispecchia e glorifica la natura di Dio. Nelle sue forme più estreme la carità può raggiungere il sacrificio di sé.
Attraverso la carità l'uomo realizza il comandamento dell'amore lasciato da Gesù Cristo ai suoi discepoli e quindi ottiene la pazienza di sopportare i mali terreni e raggiungere la felicità eterna:
(Marco 12,28-31)
Nella Prima lettera ai Corinzi, San Paolo fa un'esaltazione di questa virtù in un brano chiamato Inno alla carità (1 Corinzi 13:1-13), ponendola al primo posto fra i carismi dello Spirito Santo Dio.
La stessa parola "carisma" in greco condivide l'etimologia di "carità" e di "ringraziamento". Come il dono della profezia, anche la carità "edifica l'assemblea" (1 Corinzi 8:1-2 e 14:1-5). La carità è anche intesa riguardo al consumo di carne animale, come non dar scandalo al potenziale fratello che non amando Dio, non è da Lui conosciuto, nel senso che non riceve il dono della necessaria scienza; e imitando gli altri nel consumo di carni crude ("come se fossero davvero immolate agli dei"), contamina il proprio senso comune, già denutrito.
La carità, unita alle altre virtù teologali, è lo strumento per il raggiungimento della felicità.

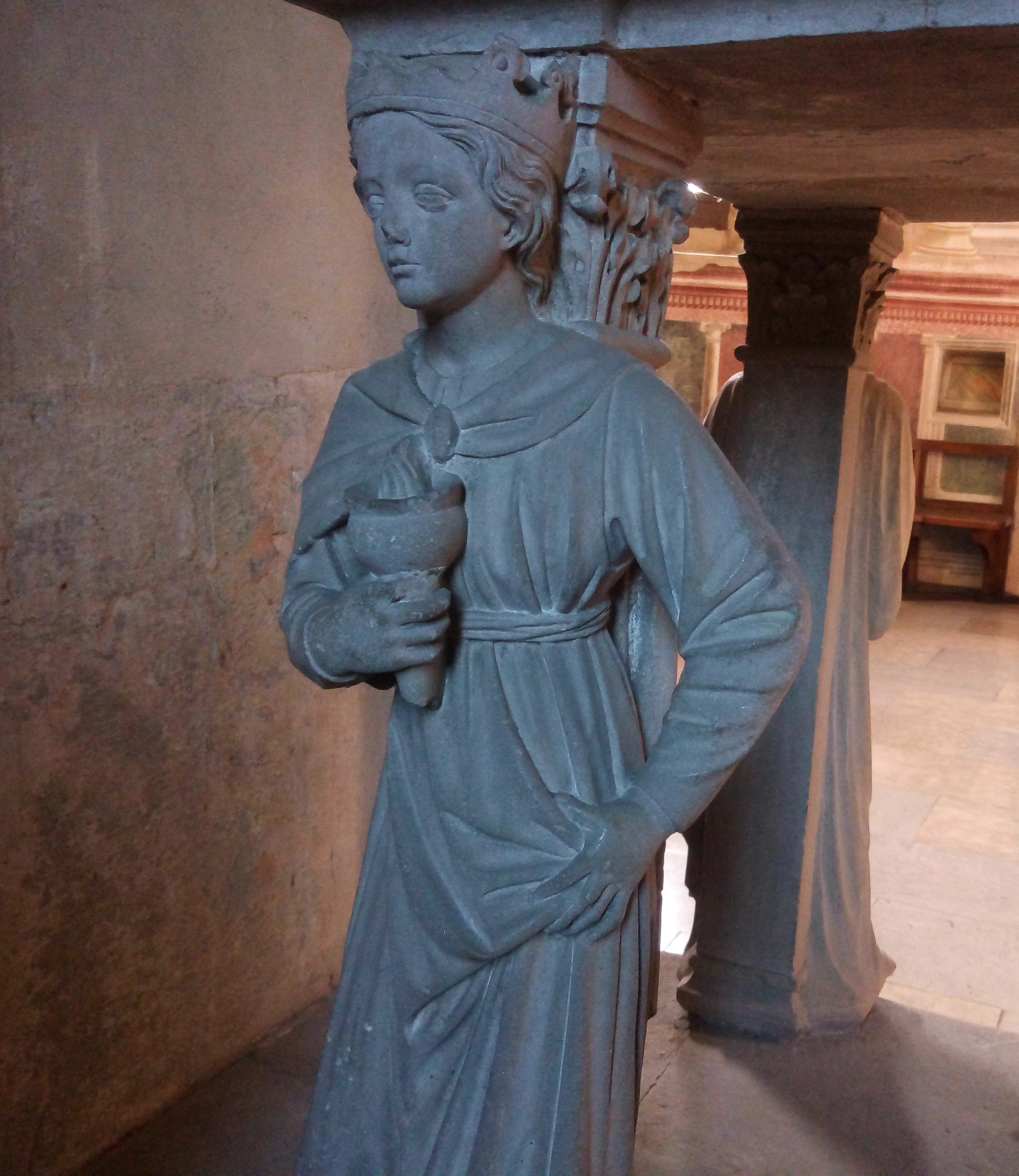
Carità, particolare sarcofago Branda Castiglioni (1443), Collegiata Castiglione Olona.

Papa Benedetto XVI ha scritto un'enciclica dedicata alla carità, dal titolo Deus caritas est.
La carità si può attuare praticamente anche mediante le opere di misericordia corporale e spirituale.
Essa è definita da san Tommaso d'Aquino (ST II-II, 23, 1) e da Santa Teresa d'Avila (Vita, 8, 5) come una forma di amicizia con Dio (amicizia quaedam hominis ad Deum).
La carità è forma delle virtù cardinali (forma virtutum): la prudenza viene intesa come il realizzarsi della carità nell’agire, la giustizia come l’adeguarsi della carità al prossimo, la fortezza come una carità che non vacilla nelle difficoltà dell'operare a favore del prossimo, la temperanza come il suo permanere immacolata dal peccato di fronte alla tentazione dei piaceri.

### Nell'ebraismo
Uno dei comandamenti principali dell'Ebraismo è "Ama il prossimo tuo come te stesso" (Levitico 19:18), a volte chiamato il Grande Comandamento. Nell'Ebraismo, la carità è considerata una forma di giustizia e viene definita Zedaqah.

### Nell'islam
Sia il Corano che gli ʾaḥādīth di Maometto sottolineano che la carità è un obbligo per ogni musulmano. Uno dei pilastri dell'islam è pertanto l'elemosina obbligatoria, chiamata zakat; accanto ad essa, esiste una forma volontaria di carità che è chiamata sadaqa.

### Nel buddhismo
Nella religione buddhista, la compassione (detta karuna) è considerata una virtù fondamentale. Essa non si identifica semplicemente con l'empatia, cioè la partecipazione alla sofferenza altrui, ma deve portare ad assumere un ruolo attivo, effettuando azioni per alleviare tale sofferenza. La compassione nasce dalla  benevolenza verso gli altri (detta maitri) e si realizza mediante la generosità (detta dāna) che però non deve limitarsi solo all'aspetto materiale (come l'elemosina ai bisognosi). Alcuni autori identificano la compassione buddhista con la carità cristiana, mentre altri ritengono che, a causa di importanti differenze concettuali esistenti tra le due religioni, tale identificazione non sia corretta.

### Nel confucianesimo
Confucio affermò che il comportamento dell'uomo virtuoso deve essere ispirato dalla giustizia e dalla benevolenza e raccomandò di rispettare nei rapporti umani il principio di reciprocità espresso dalla regola "non fare agli altri ciò che non vorresti fosse fatto a te". La benevolenza di Confucio (chiamata ren) non è però ancora un amore universale, in quanto si esprime secondo una gerarchia di rapporti familiari e politici. Mencio sviluppò ulteriormente questo concetto di benevolenza, sottolineando che non va rivolta solo alle persone della propria cerchia familiare e affermò a titolo di esempio:"tratta i tuoi vecchi come devono essere trattati ed estendi il trattamento ai vecchi degli altri". Bisogna tuttavia tenere conto che l'ideale dell'uomo dignitoso (junzi) del confucianesimo è diverso dal bodhittsava del buddhismo o del santo del cristianesimo, pertanto non si può identificare la benevolenza confuciana con la compassione buddhista o la carità cristiana. Sotto questo punto di vista, per la Cina fu molto importante l'introduzione del buddhismo e l'enfasi con cui predicava la compassione e la gentilezza.

## Istituzioni
- Missionari della Carità: congregazioni e famiglie religiose fondate da Madre Teresa di Calcutta;
- Istituto della Carità istituto religioso maschile anche detti, dal nome del loro fondatore, Rosminiani, i quali hanno dato come nome al loro periodico italiano proprio "Charitas";
- Figlie della Carità: società di vita apostolica fondata da San Vincenzo de Paoli a Parigi nel 1633;
- Figlie della Carità (Canossiane): congregazione fondata da Maddalena di Canossa nel 1808;
- Figlie della Carità del Preziosissimo Sangue: istituto religioso femminile fondato dal sacerdote Tommaso Maria Fusco nel 1886;
- Figlie della Carità del Sacro Cuore di Gesù: istituto religioso femminile fondato da Jean-Maurice Catroux e Rose Giet nel 1837;
- Figlie della Divina Carità: istituto religioso femminile fondato da Franziska Lechner nel 1868.
- Servi della carità: istituto religioso maschile fondato da San Luigi Guanella